# Georg Hilsenberg
Georg Hilsenberg (* 1816 in Floh im Landkreis Herrschaft Schmalkalden; † 1881 ebenda) war ein deutscher Bürgermeister und Mitglied der kurhessischen Ständeversammlung.

## Leben
Georg Hilsenberg war in seiner Heimatgemeinde als Bürgermeister tätig, als er in dieser Funktion im Jahre 1858 ein Mandat für die Zweite Kammer der kurhessischen Ständeversammlung erhielt.
Die Gemeinde Floh liegt im Landkreis Schmalkalden-Meiningen, der zum Kurfürstentum Hessen gehörte und nach der Annexion von Hessen-Kassel durch Preußen im Jahre 1866 der Provinz Hessen-Nassau
zugeordnet wurde. 
Die Ständeversammlung wurde nach den Unruhen im Jahre 1830 zum Zweck der Beratung und Verabschiedung einer Verfassung gebildet und hatte bis 1866 Bestand, als das Land Hessen durch Preußen annektiert wurde. 
Hilsenberg blieb bis 1860 in dem Parlament. Bei der Neuwahl am 1. August 1860 erhielt er im ersten Wahlgang nur 10 von 37 Stimmen. Somit schied eine Wiederwahl aus.